# Sundacypha
Sundacypha är ett släkte av trollsländor. Sundacypha ingår i familjen Chlorocyphidae.
Kladogram enligt Catalogue of Life:
| Sundacypha | \| \| Sundacypha petiolata \| \| \| \| \| \| Sundacypha striata \| \| \| \| |
|            | \| \| Sundacypha petiolata \| \| \| \| \| \| Sundacypha striata \| \| \| \| |
|            | Africocypha                                                                 |
|            |                                                                             |
|            | Aristocypha                                                                 |
|            |                                                                             |
|            | Calocypha                                                                   |
|            |                                                                             |
|            | Chlorocypha                                                                 |
|            |                                                                             |
|            | Cyrano                                                                      |
|            |                                                                             |
|            | Disparocypha                                                                |
|            |                                                                             |
|            | Heliocypha                                                                  |
|            |                                                                             |
|            | Heterocypha                                                                 |
|            |                                                                             |
|            | Indocypha                                                                   |
|            |                                                                             |
|            | Libellago                                                                   |
|            |                                                                             |
|            | Melanocypha                                                                 |
|            |                                                                             |
|            | Pachycypha                                                                  |
|            |                                                                             |
|            | Paracypha                                                                   |
|            |                                                                             |
|            | Platycypha                                                                  |
|            |                                                                             |
|            | Rhinocypha                                                                  |
|            |                                                                             |
|            | Rhinoneura                                                                  |
|            |                                                                             |
|            | Sclerocypha                                                                 |
|            |                                                                             |
|            | Watuwila                                                                    |
|            |                                                                             |
|            | Sundacypha petiolata                                                        |
|            |                                                                             |
|            | Sundacypha striata                                                          |
|            |                                                                             |

|  | Sundacypha petiolata |
|  |                      |
|  | Sundacypha striata   |
|  |                      |